# European Women's Hockey League 2024-2025
L'European Women's Hockey League 2024-2025 è  la ventunesima edizione di questo torneo per squadre femminili di club.

## Formula e squadre partecipanti
La stagione regolare del torneo si svolge tra il 16 settembre del 2024 ed il 2 marzo del 2025; nelle settimane successive, è prevista la disputa dei play-off per le prime otto classificate, con i quarti, le semifinali e le finali che saranno disputate in gara di andata e ritorno.
Non cambia nella sostanza la formula. Ognuna delle squadre affronterà le altre per due volte (una in casa ed una in trasferta) nella regular season. Per una vittoria nei tempi regolamentari, la vincente riceve tre punti; in caso di pareggio si giocava un tempo supplementare, eventualmente seguito, in caso di ulteriore parità, dai tiri di rigore: in questo caso, alla compagine vincitrice sarebbero andati due punti ed uno alla sconfitta.

## Regular Season
| Pos. | Squadra                   | Paese      | PG | V  | VOT | POT | P  | Pt. |
| 1.   | SKP Bratislava            | Slovacchia | 20 | 16 | 2   | 1   | 1  | 53  |
| 2.   | Aisulu Almaty             | Kazakistan | 20 | 14 | 1   | 2   | 3  | 46  |
| 3.   | EV Bozen Eagles           | Italia     | 20 | 14 | 1   | 0   | 5  | 44  |
| 4.   | MAC Budapest F.           | Ungheria   | 20 | 12 | 1   | 3   | 4  | 41  |
| 5.   | St. Pölten Sabres         | Austria    | 20 | 12 | 1   | 1   | 6  | 39  |
| 6.   | Neuberg Highlanders       | Austria    | 20 | 11 | 0   | 1   | 8  | 34  |
| 7.   | Budapest JA               | Ungheria   | 20 | 5  | 3   | 0   | 12 | 21  |
| 8.   | Tauron Metropolia Silesia | Polonia    | 20 | 4  | 2   | 3   | 11 | 19  |
| 9.   | KEHV Lakers Kärnten       | Austria    | 20 | 5  | 1   | 0   | 14 | 17  |
| 10.  | Salisburgo Eagles         | Austria    | 20 | 2  | 0   | 2   | 16 | 8   |
| 11.  | Graz 99ers Huskies        | Austria    | 20 | 2  | 1   | 0   | 17 | 8   |

## Play-off

### Pick
Le prime tre classificate, Bratislava, Aisulu Almaty e EV Bozen Eagles, hanno avuto la possibilità di scegliere il proprio avversario nei quarti: le slovacche hanno preferito le ungheresi del Budapest Jegkorong Akademia, le kazake hanno scelto le polacche del Tauron Metropolia Silesia, mentre le italiane hanno scelto le austriache Highlanders. Il restante quarto è pertanto stato tra MAC Budapest e Sabres St. Pölten.

### Tabellone
|  | Quarti di finale          | Quarti di finale          | Quarti di finale | Quarti di finale |  |  | Semifinali        | Semifinali        | Semifinali    | Semifinali    |               |   | Finale            | Finale            | Finale            | Finale          |  |
|  |                           |                           |                  |                  |  |  |                   |                   |               |               |               |   |                   |                   |                   |                 |  |
|  | SKP Bratislava            | SKP Bratislava            | 5                | 7                |  |  |                   |                   |               |               |               |   |                   |                   |                   |                 |  |
|  | JA Budapest               | JA Budapest               | 1                | 2                |  |  | SKP Bratislava    | SKP Bratislava    | 2             | 1             |               |   |                   |                   |                   |                 |  |
|  | MAC Budapest              | MAC Budapest              | 2                | 3                |  |  | St. Pölten Sabres | St. Pölten Sabres | 1             | 3†            |               |   |                   |                   |                   |                 |  |
|  | St. Pölten Sabres         | St. Pölten Sabres         | 3                | 4                |  |  |                   |                   |               |               |               |   | St. Pölten Sabres | St. Pölten Sabres | St. Pölten Sabres | 1               |  |
|  | Aisulu Almaty             | Aisulu Almaty             | 5                | 3                |  |  |                   |                   | Aisulu Almaty | Aisulu Almaty | Aisulu Almaty | 1 |                   |                   |                   |                 |  |
|  | Tauron Metropolia Silesia | Tauron Metropolia Silesia | 1                | 1                |  |  | Aisulu Almaty     | Aisulu Almaty     | 3             | 2             |               |   |                   |                   |                   |                 |  |
|  | EV Bozen Eagles           | EV Bozen Eagles           | 3                | 5†               |  |  | EV Bozen Eagles   | EV Bozen Eagles   | 0             | 4             |               |   |                   |                   |                   |                 |  |
|  | Neuberg Highlanders       | Neuberg Highlanders       | 4                | 3                |  |  |                   |                   |               |               |               |   | Finale 3º posto   | Finale 3º posto   | Finale 3º posto   | Finale 3º posto |  |
|  |                           |                           |                  |                  |  |  |                   |                   |               |               |               |   |                   |                   |                   |                 |  |
|  |                           |                           |                  |                  |  |  |                   |                   |               |               |               |   | SKP Bratislava    | SKP Bratislava    | 0                 | 3†              |  |
|  |                           |                           |                  |                  |  |  |                   |                   |               |               |               |   | EV Bozen Eagles   | EV Bozen Eagles   | 2                 | 0               |  |

Legenda: *: a tavolino; †: ai tempi supplementari